# Straßenradsport-Weltmeisterschaften 1999
Die Straßenradsport-Weltmeisterschaften 1999 fanden vom 4. bis 10. Oktober in der norditalienischen Stadt Verona statt. Es wurden insgesamt zehn Entscheidungen in den Disziplinen Einzelzeitfahren und Straßenrennen sowie in den Kategorien Frauen, Männer, Männer U23, Junioren und Juniorinnen ausgefahren. Die Zeitfahrwettbewerbe wurden in Treviso ausgetragen.

## Männer

### Straßenrennen (260 km)
| Platz | Athlet           | Land | Zeit         |
| ----- | ---------------- | ---- | ------------ |
| 1     | Óscar Freire     | ESP  | 6:19:29 h    |
| 2     | Markus Zberg     | SUI  | 6:19:33 h    |
| 3     | Jean-Cyril Robin | FRA  | gleiche Zeit |

### Einzelzeitfahren (51 km)
| Platz | Athlet            | Land | Zeit      |
| ----- | ----------------- | ---- | --------- |
| 1     | Jan Ullrich       | GER  | 1:00:28 h |
| 2     | Michael Andersson | SWE  | 1:00:42 h |
| 3     | Chris Boardman    | GBR  | 1:01:27 h |

## Frauen

### Straßenrennen (114 km)
| Platz | Athletin          | Land | Zeit         |
| ----- | ----------------- | ---- | ------------ |
| 1     | Edita Pučinskaitė | LTU  | 2:59:49 h    |
| 2     | Anna Wilson       | AUS  | 3:00:07 h    |
| 3     | Diana Žiliūtė     | LTU  | gleiche Zeit |

### Einzelzeitfahren (26 km)
| Platz | Athletin                      | Land | Zeit         |
| ----- | ----------------------------- | ---- | ------------ |
| 1     | Leontien Zijlaard-van Moorsel | NED  | 32:31,87 min |
| 2     | Anna Wilson                   | AUS  | 32:36,44 min |
| 3     | Edita Pučinskaitė             | LTU  | 33:03,62 min |

## U23 Männer

### Straßenrennen (179 km)
| Platz | Athlet            | Land | Zeit         |
| ----- | ----------------- | ---- | ------------ |
| 1     | Leonardo Giordani | ITA  | 4:22:36 h    |
| 2     | Luca Paolini      | ITA  | 4:22:45 h    |
| 3     | Matthias Kessler  | GER  | gleiche Zeit |

### Einzelzeitfahren (33 km)
| Platz | Athlet              | Land | Zeit         |
| ----- | ------------------- | ---- | ------------ |
| 1     | José Ivan Gutierrez | ESP  | 39:34,96 min |
| 2     | Michael Rogers      | AUS  | 39:36,52 min |
| 3     | Jewgeni Petrow      | RUS  | 40:04,14 min |

## Junioren

### Straßenrennen (130 km)
| Platz | Athlet          | Land | Zeit      |
| ----- | --------------- | ---- | --------- |
| 1     | Damiano Cunego  | ITA  | 3:14:36 h |
| 2     | Ruslan Kajumow  | RUS  | 3:14:41 h |
| 3     | Christophe Kern | FRA  | 3:15:13 h |

### Einzelzeitfahren (26 km)
| Platz | Athlet            | Land | Zeit         |
| ----- | ----------------- | ---- | ------------ |
| 1     | Fabian Cancellara | SUI  | 30:36,30 min |
| 2     | Ruslan Kajumow    | RUS  | 31:19,07 min |
| 3     | Christian Knees   | GER  | 31:25,92 min |

## Juniorinnen

### Straßenrennen (65 km)
| Platz | Athletin          | Land | Zeit      |
| ----- | ----------------- | ---- | --------- |
| 1     | Geneviève Jeanson | CAN  | 1:47:16 h |
| 2     | Trixi Worrack     | GER  | 1:47:24 h |
| 3     | Noemi Cantele     | ITA  | 1:50:49 h |

### Einzelzeitfahren (12 km)
| Platz | Athletin                 | Land | Zeit         |
| ----- | ------------------------ | ---- | ------------ |
| 1     | Geneviève Jeanson        | CAN  | 14:33,19 min |
| 2     | Juliette Vanderkerckhove | FRA  | 14:44,66 min |
| 3     | Trixi Worrack            | GER  | 14:57,05 min |

## Medaillenspiegel
| Medaillenspiegel |                |      |        |        |        |
| Platz            | Land           | Gold | Silber | Bronze | Gesamt |
| 1                | Italien        | 2    | 1      | 1      | 4      |
| 2                | Kanada         | 2    | –      | –      | 2      |
| 2                | Spanien        | 2    | –      | –      | 2      |
| 4                | Deutschland    | 1    | 1      | 3      | 5      |
| 5                | Schweiz        | 1    | 1      | –      | 2      |
| 6                | Litauen        | 1    | –      | 2      | 3      |
| 7                | Niederlande    | 1    | –      | –      | 1      |
| 8                | Australien     | –    | 3      | –      | 3      |
| 9                | Russland       | –    | 2      | 1      | 3      |
| 10               | Frankreich     | –    | 1      | 2      | 3      |
| 11               | Schweden       | –    | 1      | –      | 1      |
| 12               | Großbritannien | –    | –      | 1      | 1      |